# Thymus novocastellanus
Thymus novocastellanus là một loài thực vật có hoa trong họ Hoa môi. Loài này được Mateo, M.B.Crespo & Pisco mô tả khoa học đầu tiên năm 2001.